# Hatting
Hatting è un comune austriaco di 1 395 abitanti nel distretto di Innsbruck-Land, in Tirolo. Tra il 1974 e il 1993 era stato accorpato al comune di Inzing.